# Réal Benoit
Pour les articles homonymes, voir Benoit.
Réal Benoit est un écrivain, critique de cinéma et producteur de film québécois né le 14 mai 1916 à Sainte-Thérèse-de-Blainville et décédé le 3 septembre 1972 à Montréal.
Il travaille pour Radio-Canada à partir de 1960 et est cofondateur de la revue Regards. 

## Œuvres
- 1945:  Nézon, illustrés par Jacques de Tonnancour, Nézon - contes, [Montréal] : Lucien Parizeau & compagnie, 129 p. : ill. ; 20 cm.  Réédition: 2015, Nézon, illustrés par Jacques de Tonnancour,[Montréal]: Moult Éditions avec préface de Marie Desjardins.
- 1959: La Bolduc (sa carrière fulgurante, sa vie courageuse, ses chansons canailles), préface de Doris Lussier, [Montréal], Éditions de l'homme, 123 p.
- 1964: Quelqu'un pour m'écouter - roman, [Montréal] : le Cercle du livre de France, 126 p. ; 19 cm.
- 1966 : Le Marin d'Athènes, [Montréal] : le Cercle du livre de France, 68 p.-[4] p. de planches : ill. ; 20 cm.
- 1968: Quelqu'un pour m'écouter- roman , [Montréal] : Cercle du livre de France, C.L.F. poche canadien ; 6, 139 p. 17 cm.
- 1968: La saison des artichauts - Suivi de Mes voisins, [Montréal] : Cercle du livre de France, 89 p. 20 cm.
- 1973: Œuvres dramatiques, [Montréal] : Cercle du livre de France, 207 p. 20 cm.  (ISBN 0775385026)
- 1973: Rhum soda, préface de Marcel Dubé, [Montréal] : Leméac, Collection Francophonie vivante, 127 p. ; 20 cm.

## Récompenses
- 1964 - Prix David
- 1965 - Grand prix du livre de Montréal,  Quelqu'un pour m'écouter